# Pós-democracia
O termo pós-democracia foi usado pelo cientista político Colin Crouch, da Universidade de Warwick, em 2000, em seu livro Coping with Post-Democracy. Designa Estados que operam por sistemas democráticos (eleições são realizadas, governos caem e há liberdade de expressão), mas cuja aplicação é progressivamente limitada. Ou seja, uma pequena elite coopta instituições democráticas para dar a si mesma autoridade para tomar decisões. Crouch desenvolveu ainda mais a ideia num artigo intitulado Existe um liberalismo para além da social-democracia? para o think tank Policy Network e em seu livro subsequente The Strange Non-Death of Neo-Liberalism.
O termo também pode denotar uma concepção geral de um sistema pós-democrático que pode envolver outras estruturas de tomada de decisão e governação em grupo do que aquelas encontradas na democracia contemporânea ou histórica.

## Definição
Pela definição de Crouch: 
"Uma sociedade pós-democrática é aquela que continua a ter e a usar todas as instituições da democracia, mas na qual elas se tornam cada vez mais um invólucro formal. A energia e o impulso inovador passam da arena democrática para os pequenos círculos de uma elite político-econômica."
Crouch afirma que não estamos “vivendo numa sociedade pós-democrática, mas que estamos caminhando para tal condição”.

## Causas
Crouch cita as seguintes razões:
- Nenhum objetivo comum: Para as pessoas na sociedade pós-industrial é cada vez mais difícil, em particular para as classes mais baixas, identificarem-se como um grupo e, portanto, é difícil se concentrar nos partidos políticos que as representam. Por exemplo, trabalhadores, fazendeiros ou empresários não se sentem mais atraídos por um movimento político e isso significa que não há um objetivo comum para que eles se unam como grupo.
- Globalização: O efeito da globalização torna quase impossível para as nações elaborarem suas próprias políticas econômicas. Portanto, grandes acordos comerciais e uniões supranacionais (por exemplo, a União Europeia) são usados para formular políticas, mas esse nível de política é muito difícil de controlar com instrumentos democráticos. A globalização também confere às empresas transnacionais uma maior influência política, dada a sua capacidade de evitar a regulamentação federal e de afetar diretamente as economias nacionais.[5]
- Debates desequilibrados: Na maioria dos países democráticos, as posições dos partidos políticos tornaram-se muito semelhantes. Isso significa que não há muito o que escolher para seus eleitores. O efeito é que as campanhas políticas estão parecendo mais publicidade para fazer as diferenças parecerem maiores. A vida privada dos políticos também se tornou um item importante nas eleições. Às vezes, questões "sensíveis" não são discutidas. O jornalista conservador inglês Peter Oborne apresentou um documentário sobre as eleições gerais de 2005, argumentando que elas se tornaram antidemocráticas porque tinham como alvo um número de eleitores indecisos com uma agenda limitada.
- Entrelaçamento entre os setores público e privado: Há grandes interesses compartilhados entre política e negócios. Por meio de empresas de lobby, as corporações multinacionais conseguem aprovar leis de forma mais eficaz do que os habitantes de um país. Corporações e governos estão em estreita relação porque os estados precisam das corporações, pois elas são ótimas empregadoras. Mas como grande parte da produção é terceirizada e as corporações quase não têm dificuldade em se mudar para outros países, a legislação trabalhista se torna hostil aos funcionários e os impostos são transferidos das empresas para os indivíduos. Está se tornando mais comum que políticos e gestores troquem de emprego (a "porta giratória").
- Privatização: Depois, há a ideia neoliberal de nova gestão pública (neoliberalismo) de privatização de serviços públicos. Instituições privatizadas são difíceis de controlar por meios democráticos e não têm lealdade às comunidades humanas, ao contrário do governo. Crouch usa o termo “empresas fantasmas” para descrever a flexibilidade e a natureza elusiva das empresas que se adaptam ao mercado. Ele conclui que as empresas privadas têm incentivos para obter lucro individual em vez de melhorar o bem-estar do público. Por exemplo, ele afirma que existe um problema com as empresas farmacêuticas que financiam (e distorcem) a investigação médica.[5]

## Soluções
Segundo Crouch, há uma tarefa importante para as mídias sociais, na qual os eleitores podem participar mais ativamente dos debates públicos. Além disso, esses eleitores teriam que se juntar a grupos de interesse. Os cidadãos precisam recuperar seu lugar na tomada de decisões. Ele chama isso de pós-pós-democracia. Crouch argumenta que algumas formas de populismo ou de voz voz direta do povo podem revigorar a democracia, mas "deve haver sempre outra eleição e tanto a oposição como os partidos do governo devem ter o direito de continuar a debater e a utilizar recursos políticos em preparação para esse momento".